# آتش و باران (فیلم)
آتش و باران (به هندی: Agni Varsha) فیلمی هندی محصول سال ۲۰۰۲ و به کارگردانی آرجون ساجنانی است. در این فیلم بازیگرانی همچون آمیتاب باچان، جکی شروف، آکینی ناگرجونا، راوینا تاندون، میلیند سمان، پرابو دوا، موهان آگاشه، سونالی کولکارنی، راغوبیر یاداو، دیپتی بهاتناگار ایفای نقش کرده‌اند.